# Länsväg 118
Länsväg 118 går mellan Olseröd, Åhus, Kristianstad och Bjärlöv.
Den är 43 km lång och går i Skåne län.

## Orter och korsningar
|                          | Nr | Namn               | Skyltning                                                |
| ------------------------ | -- | ------------------ | -------------------------------------------------------- |
| Landsväg Olseröd-Bjärlöv |    |                    |                                                          |
|                          |    | Olseröd            | 19 Ystad, Simrishamn, Tomelilla, Kristianstad, Degeberga |
|                          |    |                    | Helge å                                                  |
|                          |    |                    | Everöd, Yngsjö                                           |
|                          |    |                    | Helge å                                                  |
|                          |    | Åhus               | Norra Åsum                                               |
|                          |    | Horna              | Ripa                                                     |
|                          |    | Rinkaby            | Trolle Ljungby, Legeved                                  |
|                          |    |                    | Åhusbanan                                                |
|                          |    |                    | Viby                                                     |
|                          |    |                    | Viby                                                     |
|                          |    |                    | Viby                                                     |
|                          |    |                    | Hammarslund                                              |
|                          | 40 | Trafikplats Hammar | E 22 Malmö, Kristianstad, Kalmar, Fjälkinge              |
|                          |    | Kristianstad       |                                                          |
|                          |    |                    | Kristianstad                                             |
|                          |    | Hammar             | Fjälkinge                                                |
|                          |    | Nosaby             | Fjälkinge                                                |
|                          |    |                    | Blekinge kustbana                                        |
|                          |    | Näsby              | Kristianstad, Lönsboda, Arkelstorp                       |
|                          |    | Kristianstad       |                                                          |
|                          |    |                    | Torsebro                                                 |
|                          |    |                    | Helge å                                                  |
|                          |    |                    | Torsebro, Färlöv                                         |
|                          |    |                    | Hästveda-Karpalunds Järnväg                              |
|                          |    | Bjärlöv            | 19 Ystad, Broby, Älmhult; Bjärlöv                        |

## Historia
När vägnummer infördes på 1940-talet fick avsnittet Olseröd-Kristianstad nummer 44 och avsnittet Kristianstad-Bjärlöv nummer 74. Numret blev 118 vid reformen 1962. Vägen följer 1950-talets väg förutom att en förbifart förbi Torsebro byggdes omkring 1960.